# Sinfonia (Berio)
Die  Sinfonia für 8 Singstimmen und Orchester ist ein Werk von Luciano Berio aus dem Jahr 1968. Es ist Leonard Bernstein gewidmet und gilt als eine Schlüsselkomposition postserieller Musik. Die Aufführungsdauer beträgt eine gute halbe Stunde.
Für Berio bedeutete sie den internationalen Durchbruch, auch heute noch ist sie sein bekanntestes Werk. Kern der Sinfonia bildet der 3. Satz, der mit seiner extremen Collagetechnik „die Entwicklung eines halben Jahrhunderts zu einem organischen Kulminationspunkt“ führt. Als eines der wenigen avantgardistischen Musikwerke aus der zweiten Hälfte des 20. Jahrhunderts konnte sich Sinfonia auch in traditioneller geprägten Spielplänen etablieren. Ihre mannigfaltigen Interpretationsmöglichkeiten führten zu einer breiten Rezeption in der Musikwissenschaft und -pädagogik.

## Hintergrund
Luciano Berio wählte den Titel Sinfonia nicht mit Hinblick auf die klassische Form der Sinfonie, sondern spielt hier im ursprünglichen, griechischen Wortsinne auf das „Zusammenklingen“ der acht Stimmen mit dem Orchester an. Im weiteren Sinne ist auch der Zusammenklang und die Einheit des musikalischen Materials und der verschiedenen Bedeutungsschichten gemeint. In der musikalischen Entwicklung geht es Berio dabei auch um die verschiedenen Verständlichkeitsgrade: Dass das Wortmaterial an manchen Stellen gar nicht in Gänze erfassbar ist, ist Teil der Konzeption. Diese Herangehensweise ist auch von Berios Arbeitsprozess beeinflusst, bei dem meist unterschiedliche Werke parallel entstanden. In der Sinfonia werden zeitgleich verschiedene musikalische Anliegen verarbeitet, etwa die Ausdrucksmöglichkeiten des Sinfonieorchesters zu erweitern und dieses mit der menschlichen Stimme verschmelzen zu lassen. Der Ansatz, sehr unterschiedliche Materialien in einem Werk zu verknüpfen, findet sich in einigen Werken Berios in dieser Schaffensperiode.
Die Uraufführung fand am 10. Oktober 1968 in New York City mit den New Yorker Philharmonikern und den Swingle Singers unter der Leitung des Komponisten statt. Anlass der Komposition war das 125-jährige Bestehen dieses Klangkörpers. Beinhaltet die Fassung der Uraufführung noch vier Sätze, so fügte Berio 1969 einen fünften Satz an, der Material aus den vorhergehenden Sätzen verarbeitet. Diese Fassung wurde bei den Donaueschinger Musiktagen am 18. Oktober 1969 erstmals aufgeführt, wiederum mit den Swingle Singers und dem Südwestfunk-Orchester unter der Leitung von Ernest Bour. Für die Druckfassung in der Universal Edition von 1972 überarbeitete Berio die Partitur geringfügig, unter anderem besserte er noch einige Fehler aus dem Manuskript aus.

## Instrumentierung und Aufbau
Vorgeschrieben sind eine Piccoloflöte, 3 Flöten, 2 Oboen, 1 Englischhorn, eine Es-Klarinette, 3 B-Klarinetten, 1 Altsaxophon in Es, 1 Tenorsaxophon in B, 2 Fagotte, 1 Kontrafagott, 4 F-Hörner, 4 C-Trompeten, 3 Posaunen, 1 Basstuba, Schlagwerk (3 Personen), jeweils einmal Harfe, elektrisches Cembalo, Klavier, und Elektro-Orgel, sowie jeweils achtmal Violine A, B und C, Viola, Violoncello und Kontrabass. Die acht Singstimmen entsprechen einem zweifachen SATB.
Im ersten Satz wird Material aus Le cru et le cuit von Claude Lévi-Strauss verarbeitet. Der zweite Satz stellt eine Neubearbeitung seines kammermusikalischen Werkes O King dar, mit dem der im selben Jahr ermordete Martin Luther King geehrt wird. Den Schwerpunkt der Sinfonia bildet allerdings der dritte Satz: Aufbauend auf einem Vollzitat des Scherzos (3. Satz) aus Gustav Mahlers 2. Sinfonie werden unterschiedlichste Materialien hinzucollagiert, darunter eine große Zahl an Texten (etwa aus Samuel Becketts Der Namenlose, aber auch Parolen der 68er-Bewegung) und verschiedensten Zitaten aus musikalischen Werken von Bach bis Boulez. Die Stimmen rezitieren dabei nicht nur, sie kommentieren auch das musikalische Geschehen, indem etwa das Orchester angefeuert oder dem Dirigenten gedankt wird. Eine Detailaufschlüsselung der verwendeten Bestandteile bieten etwa Peter Altmann oder David Osmond-Smith in ihren Werkanalysen. Berio möchte diesen dritten Satz als einen Tribut an Mahler verstanden wissen, dessen Werk seiner Ansicht nach das Gewicht der Musikgeschichte der vergangenen 200 Jahre trägt. Berio selbst sah diesen Satz als die experimentellste Musik, die er je komponiert hatte.
Claus-Steffen Mahnkopf bezeichnet den dritten Satz als „Meilenstein der Zitatkomposition“ und als „Panoptikum, eine Sammlung von Highlights der Kunstmusik“. Berio treffe den Nerv der Zeit, er nehme die sich anbahnende Postmoderne vorweg und führe zugleich ihren Spaß an Ironie und Uneindeutigkeit vor. Für Mahnkopf ist der dritte Satz der Sinfonia insofern ein vollkommenes Kunstwerk, als dass es eine neue Musikästhetik mit vollendeter, später nicht mehr erreichter Perfektion einführt und dabei wieder aufhebt.
Der vierte Satz beinhaltet eine Anspielung auf das Urlicht aus Mahlers 2. Sinfonie. Wie in dieser ist der vierte auch bei Berio der kürzeste Satz. Durch seine Statik und Einheitlichkeit bildet er mit dem zweiten Satz eine Klammer, die nochmals die Wichtigkeit des dritten Satzes betont. Dabei wird Material aus den vorgehenden Sätzen nochmals aufgegriffen. Der in der Revision angefügte fünfte Satz reflektiert schließlich die Sinfonia als Ganzes und gleicht laut Berio die an sich unterschiedlichen vier Sätze wieder aus. Der mit dem ersten Satz begonnene Diskurs findet somit seinen Abschluss.